# 刘文 (光电信息专家)
刘文，教授，华中科技大学武汉光电国家实验室筹建者，主要从事通信光电子器件研发、植物照明与光伏农业等方面的研究工作。入选中华人民共和国教育部第七批"长江学者"特聘教授。